# Mangabei
Mangabeis são macacos do Velho Mundo da África Ocidental, com espécies em três dos seis gêneros da tribo Papionini . O mangabei-de-colarinho-branco, ou, de capa vermelha (C. torquatus), a maior espécie, vive no centro-oeste da África e é cinza com um "colar" branco ao redor do pescoço, e uma coroa vermelha.  O mangabei-de-nuca-branca (C. lunulatus) é restrito a uma pequena região entre o sistema fluvial Nzo-Sassandra na Costa do Marfim, e o rio Volta em Gana. O mangabey (C. atys), uma espécie escura, uniformemente cinzenta com uma face pálida, é encontrada a partir do sistema fluvial Nzo-Sassandra para oeste até o Senegal. Quatro espécies mais pálidas e castanhas vivem na África Central e Oriental: o ágil mangabey (C. agilis), um macaco esguio que tem um pequeno pelo na frente da coroa e vive no Congo (Kinshasa) ao norte do rio Congo em direção ao oeste do Gabão; o mangabei-de-barriga-dourada (C. chrysogaster), que não possui uma espiral e tem uma parte inferior laranja dourada brilhante e está restrito à região ao sul do rio Congo; o mangabei Sanje (C. sanjei), descoberto inesperadamente em 1980 vivendo nas montanhas Udzungwa e na floresta Mwanihana da Tanzânia; e o mangabei do rio Tana (C. galeritus), uma pequena espécie que tem longos pelos da coroa divergindo de uma parte e é encontrada apenas em florestas ao longo do baixo rio Tana, no Quênia. O mangabei do rio Tana, que tem apenas 100 a 1.000 habitantes e está em perigo de extinção, vive ao lado dos rios, onde se beneficia de inundações periódicas para se alimentar de fungos, insetos e mudas. Vive em pequenas tropas com um ou dois machos, bem como várias fêmeas e jovens. As tropas se movem por campos abertos entre pequenas manchas de floresta de galeria - uma prática incomum para mangabeis. De manhã e à noite, os machos produzem gritos de espaçamento altos, consistindo em uma série de coquetéis profundos que se elevam em estrias..
Os representantes mais típicos do Cercocebus, também conhecidos como mangabeys de pálpebra branca, são caracterizados pelas pálpebras superiores nuas, mais claras que a cor da pele do rosto, e pelos pelos de coloração uniforme.  Membros de Lophocebus, os mangabeis de crista, tendem a ter pele escura, pálpebras que combinam com a pele do rosto e cristas de cabelo na cabeça.
Uma nova espécie, o mangabei das terras altas, foi descoberta em 2003 e foi inicialmente colocada em Lophocebus . O gênero Rungwecebus foi criado posteriormente para esta espécie.
Lophocebus e Cercocebus já foram considerados intimamente relacionados, tanto que todas as espécies estavam em um gênero,  mas agora acredita-se que as espécies do gênero Lophocebus estejam mais intimamente relacionadas aos babuínos do gênero Papio, enquanto as espécies do gênero Cercocebus estão mais intimamente relacionadas ao mandril .

## Gêneros
Os três gêneros de mangabeis são:
- Lophocebus, os mangabeis de crista
- Rungwecebus, o mangabei das terras altas ( kipunji )
- Cercocebus, os mangabeis de pálpebra branca